# Atomium

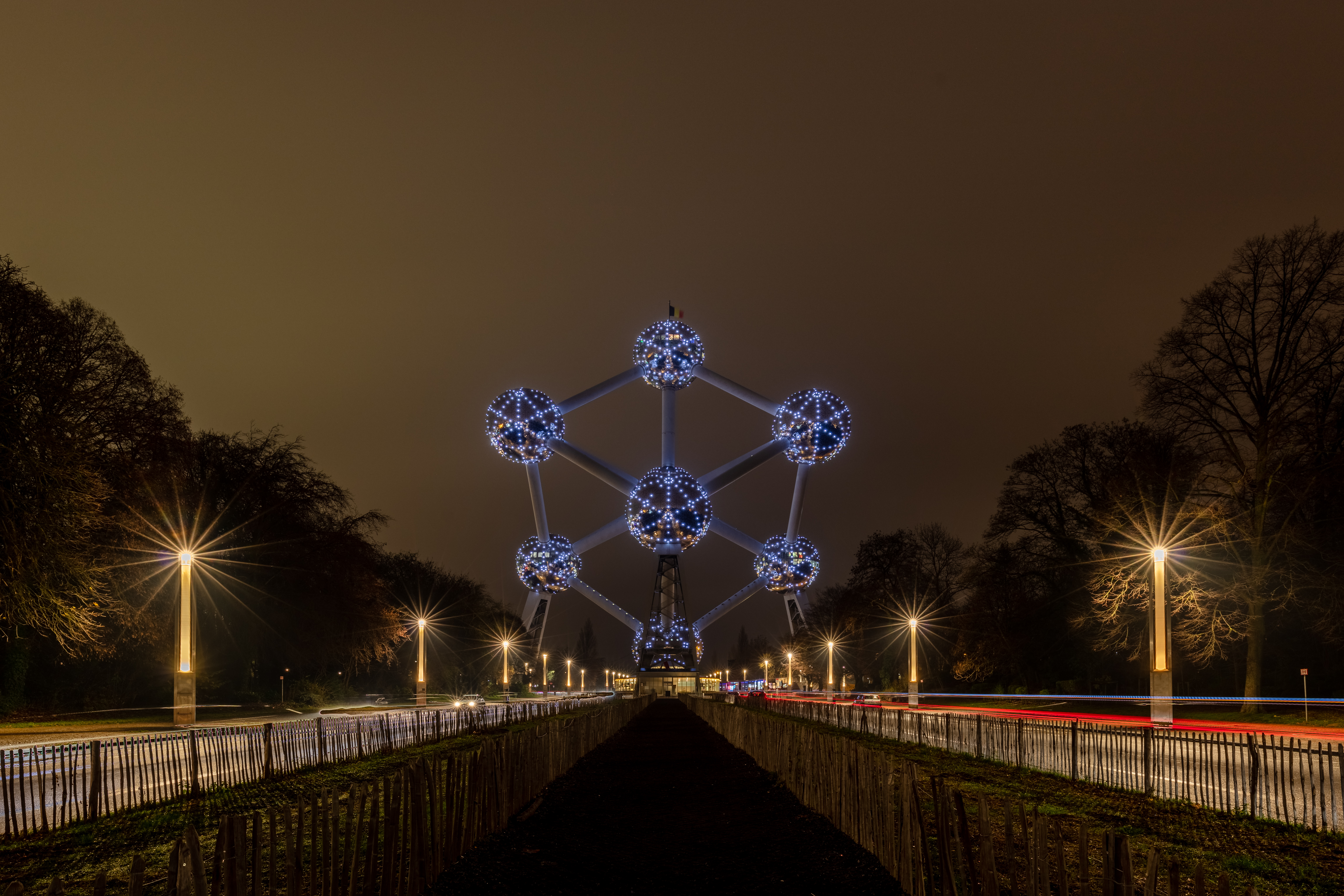
Noční výhled.

Atomium je stavba stojící v Bruselu, kterou navrhl inženýr André Waterkeyn ku příležitosti mezinárodní výstavy Expo 58. Znázorňuje model základní buňky krystalové mřížky železa zvětšený 165miliardkrát. Tato ocelová stavba dosahující výšky 102 metrů je dominantou plošiny Heysel, leží v městské části Laken. Stabilitu objektu zajišťují tři masivní sloupy, kterými je stavba ukotvena k zemi.
Stavba je tvořena devíti velkými koulemi o průměru 18 m uspořádanými do tvaru krychle o hraně 29 metrů. Koule jsou spojeny dvaceti chodbami o průměru 3 m. Diagonální chodby jsou 23 m dlouhé a mají průměr 3,30 m. Stavba je vysoká 102 m a váží 2400 tun.
Atomium bylo projektováno jako symbol mezinárodní výstavy a nemělo stát déle, než výstava trvala, ale díky svému úspěchu a značné popularitě si zajistilo své trvalé místo mezi pamětihodnostmi Bruselu.
Jeho konstrukce z kombinace oceli (kostra) a hliníku (plášť) po letech začala trpět korozí a tak byl z bezpečnostních důvodů postupně omezován do atomia přístup, až byla přístupná jen třetina celého objektu.
Dne 18. února 2006 bylo Atomium po více než roční kompletní rekonstrukci znovu otevřeno.
Atomium nabízí krásný výhled na město stejně jako samoobslužnou restauraci v nejvyšší kouli. Atomium, které se stalo jednou z turistických dominant nejen Belgie, ale i celé Evropy, je také místem konání výstav.

## Zákaz zobrazování

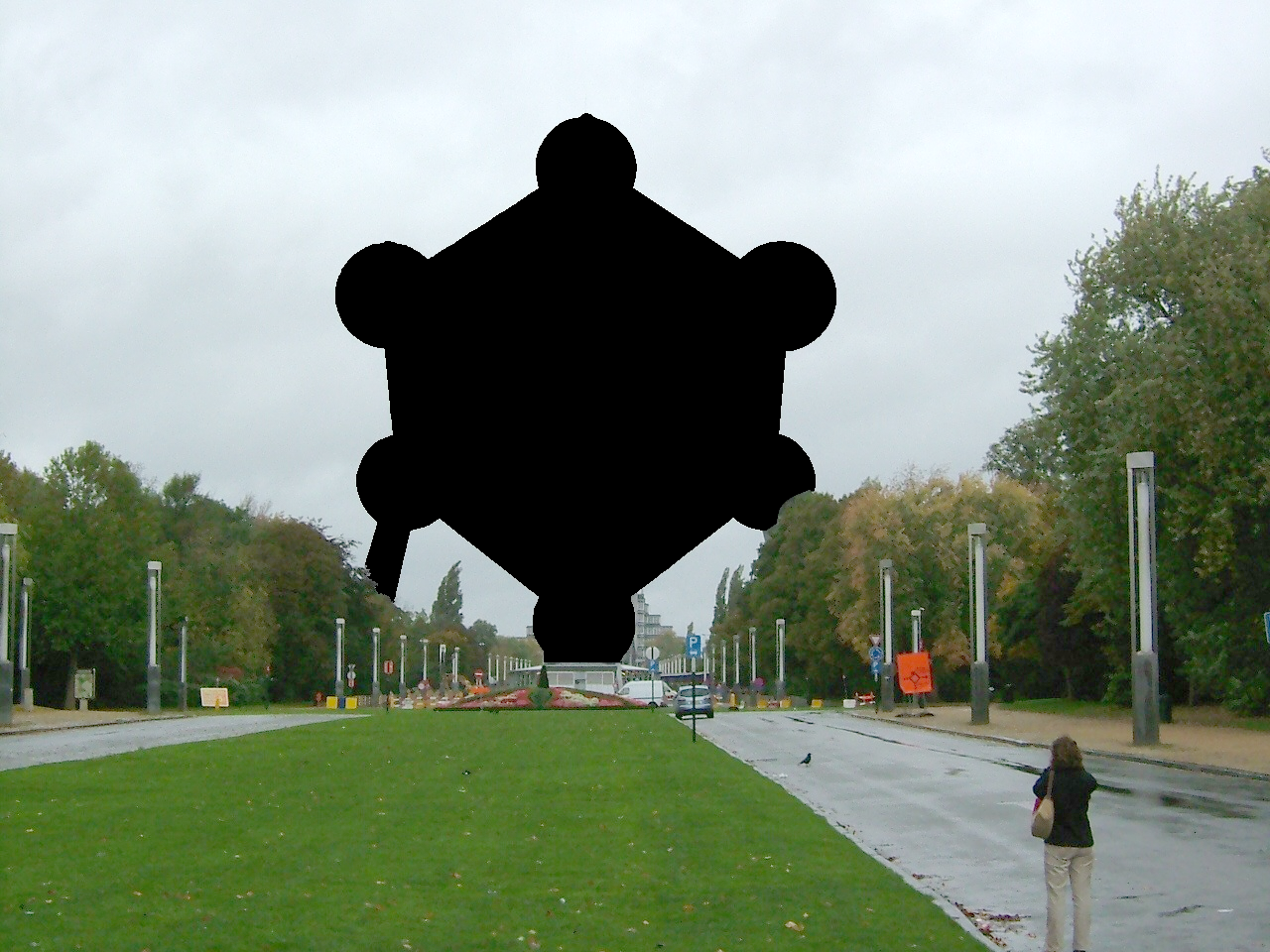
Místo, kde je umístěno Atomium. Samotná stavba byla chráněna autorským zákonem, proto je v obrázku vyretušována.

Protože v Belgii, kde je Atomium umístěno, až do roku 2016 neplatila na rozdíl od některých jiných států včetně České republiky tzv. svoboda panoramatu, bylo architektonické ztvárnění Atomia chráněno jako autorské dílo podle autorského zákona, a to i přesto, že je trvale umístěno na veřejném prostranství. Dědicové architekta André Waterkeyna (zesnulého v roce 2005) měli proto podle tehdejší legislativy právo na autorskoprávní ochranu díla až do 4. října 2075. Výkonem svých autorských práv pověřili kolektivního správce SABAM, který povoloval bezúplatné užití fotografií Atomia pouze na osobních nekomerčních webových stránkách, a to pouze v nízké kvalitě a s doplněním předepsaného oznámení o platné autorskoprávní ochraně. Společnost SABAM navíc dodržování těchto pravidel vynucovala právní cestou a Atomium tam bylo jedním z nejznámějších případů stavby, kterou si může každý jít svobodně prohlédnout, ale její obraz nelze svobodně šířit.
V polovině roku 2016 schválil belgický parlament novelu zákona, která zavedla svobodu panoramatu na území belgického království, čímž Atomium přestalo být symbolem boje za svobodu panoramatu, neboť jeho obraz bylo od července 2016 možné šířit tak, jako je tomu v případě většiny ostatních evropských památek.